# 1936年の相撲
1936年の相撲（1936ねんのすもう）は、1936年の相撲関係のできごとについて述べる。
1935年-1936年-1937年

## できごと
- 1月、新横綱・武藏山が誕生。
- 5月、新横綱・男女ノ川が誕生。元大関・能代潟が引退。

## 本場所
- 1月場所
  - 幕内最高優勝：玉錦三右エ門（二所ノ関部屋） - 11戦全勝（3場所連続9回目）[1]
- 5月場所
  - 幕内最高優勝：双葉山定兵衛（立浪部屋） - 11戦全勝（初優勝）[1]

## 誕生
- 1月2日 - 30代式守伊之助（元・立行司、所属：井筒部屋→君ヶ濱部屋→井筒部屋、+ 2013年【平成25年】）[2]
- 1月3日 - 房錦勝比古（最高位：関脇、所属：若松部屋→西岩部屋→若松部屋、+ 1993年【平成5年】）[3]
- 1月11日 - 愛宕山武司（最高位：前頭3枚目、所属：高砂部屋、+ 2000年【平成12年】）[4]
- 1月11日 - 若美山三雄（最高位：十両15枚目、所属：花籠部屋）
- 1月22日 - 宮柱義雄（最高位：前頭11枚目、所属：二所ノ関部屋）[5]
- 3月2日 - 代官山康弘（最高位：十両11枚目、所属：出羽海部屋、+ 2003年【平成15年】）
- 3月26日 - 29代木村庄之助（元・立行司、所属：二所ノ関部屋）[6]
- 3月28日 - 羽黒花統司（最高位：関脇、所属：立浪部屋、+ 1984年【昭和59年】）[7]
- 4月4日 - 若ノ國豪夫（最高位：前頭8枚目、所属：花籠部屋）[8]
- 5月12日 - 沢風富治（最高位：十両2枚目、所属：花籠部屋、+ 1998年【平成10年】）
- 6月15日 - 田代岩弘道（最高位：十両18枚目、所属：立浪部屋）
- 7月19日 - 三輝山輝男（最高位：十両8枚目、所属：伊勢ヶ濱部屋→荒磯部屋→伊勢ヶ濱部屋）
- 8月3日 - 河内山一夫（最高位：十両7枚目、所属：立浪部屋、+ 1975年【昭和50年】）
- 9月13日 - 常の松寛（最高位：十両13枚目、所属：出羽海部屋）
- 10月11日 - 金乃花武夫（最高位：小結、所属：出羽海部屋、+ 没年不明）[9]
- 11月22日 - 朝ノ海正清（最高位：前頭9枚目、所属：高砂部屋）[10]
- 12月16日 - 及川煌久（最高位：前頭10枚目、所属：尾上部屋→高砂部屋）[11]

## 死去
- 1月23日 - 野州山孝市（最高位：前頭10枚目、所属：尾上部屋→出羽海部屋、* 1878年【明治11年】）
- 1月31日 - 白梅文治郎（最高位：張出前頭（18枚目格）、所属：白玉部屋→峰崎部屋、* 1884年【明治17年】）[12]
- 3月4日 - 千年川亀之助（最高位：小結、所属：立田山部屋、* 1884年【明治17年】）[13]
- 6月8日 - 大嶌佐太郎（最高位：前頭11枚目（大阪大関）、所属：出羽海部屋、* 1897年【明治30年】）[14]
- 11月1日 - 鶴渡清治郎（最高位：前頭筆頭、所属：中立部屋、年寄：荒磯、* 1886年【明治19年】）[13]